# Domica
Domica – słowacka część słowacko-węgierskiego systemu jaskiniowego Baradla, największego w Krasie Słowacko-Węgierskim. Znajduje się w południowej części powiatu Rożniawa, na terenie Parku Narodowego Kras Słowacki. Wyjątkowe zróżnicowanie i bogactwo formacji naciekowych zaliczają Domicę do grona najpiękniejszych jaskiń. Jedną z jej najciekawszych atrakcji stanowi dla zwiedzających spływ po podziemnej rzece o nazwie Styks.
Wraz z jaskinią Čertova diera tworzy jeden system o łącznej długości korytarzy 6 236 m (wg stanu na 1 marca 2016 r.). Z 25 kilometrów długości całego systemu Baradla, do samej Domicy przynależy 5368 m. 
Przyotworowe partie jaskini znane były od dawna. W 1926 roku Ján Majko przedostał się poprzez głęboką studnię do obszernych podziemnych sal, gdzie odkrył liczne ślady osadnictwa neolitycznego. Zamieszkujący jaskinię ludzie reprezentowali kulturę bukowogórską i wschodnią kulturę ceramiki linearnej. Odnaleziono m.in. naczynia ceramiczne, wyroby z kości, naszyjniki z muszli i zębów zwierzęcych, narzędzia kamienne, a także odciśnięty w glinie ślad utkanego materiału i przedmioty świadczące o tym, że wyrabiano tu tkaniny. Odnalezione w głębszych partiach jaskini naścienne malowidła wykonane węglem drzewnym sugerują, że znajdowało się tu też miejsce kultu. Zamieszkane przez człowieka neolitycznego rejony jaskini Domica tak długo nie były znane w czasach nowożytnych, gdyż dostęp do nich dawno temu odcięły wypełnione wodą syfony.
W 1929 r. J. Majko odnalazł połączenie Domicy z położoną na zach. od niej jaskinią Čertova diera, z której płynie do Domicy wspomniana podziemna rzeka Styks. W tym samym roku H. Kessler uzyskał połączenie Domicy z jaskinią Baradla. W 1930 roku Klub Turystów Czechosłowackich przekopał obecne główne wejście. Dwa lata później, po zainstalowaniu oświetlenia elektrycznego jaskinię udostępniono do zwiedzania na trasie długości ok. 1750 m. 
Domica jest jaskinią krasową typu przepływowego, z możliwym do określenia przyszłym rozwojem. Korytarze ciągną się w trzech poziomach o różnicy wzniesień ok. 10 m. Środkowym płynie wspomniana rzeka Styks, najniższy jest wypełniony osadami. Posiada bogatą szatę naciekową. Temperatura wewnątrz jaskini waha się pomiędzy 10,2 i 11,4 stopni Celsjusza, wilgotność zaś wynosi 95–98%.
Obecnie długość trasy turystycznej wynosi 1315 m, z czego 140 m przepływa się łódkami. Oberwanie chmury nad okolicą jaskini w 1976 r. i będąca tego następstwem powódź błyskawiczna spowodowały wielomiesięczną przerwę w możliwości zwiedzania jaskini na skutek zamulenia wejść i wielu korytarzy.
W 1995 roku jaskinie Krasu Słowackiego i węgierskiego Krasu Aggtelek, w tym system Baradla-Domica, zostały wpisane na listę światowego dziedzictwa UNESCO.